# (1507) Vaasa
(1507) Vaasa ist ein Asteroid des Hauptgürtels, der am 12. September 1939 von der finnischen Astronomin Liisi Oterma in Turku entdeckt wurde.
Der Name des Asteroiden ist abgeleitet von der finnischen Stadt Vaasa.